# Silnice II/396
Silnice II/396 je silnice II. třídy v Česku, která spojuje Rouchovany a silnici I/52 u Nové Vsi. Dosahuje délky 38 km.

## Vedení silnice
Okres Třebíč – Kraj Vysočina
- Rouchovany, vyústění z II/399

Okres Znojmo – Jihomoravský kraj
- Rešice
- Tulešice, křížení s II/392
- Vémyslice, křížení s II/398
- Dobelice
- křížení s II/413

Okres Brno-venkov – Jihomoravský kraj
- Branišovice, zaústění do I/53
- vyústění z I/53
- Vlasatice
- zaústění do I/52